# Cyclocephala melolonthida
Cyclocephala melolonthida är en skalbaggsart som beskrevs av Brett C.Ratcliffe och Ronald D. Cave 2002. Cyclocephala melolonthida ingår i släktet Cyclocephala och familjen Dynastidae. Inga underarter finns listade i Catalogue of Life.